# Pillow
Pillow és una població dels Estats Units a l'estat de Pennsilvània. Segons el cens del 2000 tenia 304 habitants.

## Demografia
Segons el cens del 2000, Pillow tenia 304 habitants, 131 habitatges, i 93 famílies. La densitat de població era de 244,5 habitants/km².
Dels 131 habitatges en un 26% hi vivien nens de menys de 18 anys, en un 64,1% hi vivien parelles casades, en un 2,3% dones solteres, i en un 29% no eren unitats familiars. En el 25,2% dels habitatges hi vivien persones soles el 10,7% de les quals corresponia a persones de 65 anys o més que vivien soles. El nombre mitjà de persones vivint en cada habitatge era de 2,32 i el nombre mitjà de persones que vivien en cada família era de 2,75.
Per edats la població es repartia de la següent manera: un 21,1% tenia menys de 18 anys, un 6,9% entre 18 i 24, un 29,3% entre 25 i 44, un 25,7% de 45 a 60 i un 17,1% 65 anys o més.
L'edat mediana era de 40 anys. Per cada 100 dones de 18 o més anys hi havia 101,7 homes.
La renda mediana per habitatge era de 39.464 $ i la renda mediana per família de 41.000 $. Els homes tenien una renda mediana de 32.500 $ mentre que les dones 23.250 $. La renda per capita de la població era de 17.182 $. Entorn del 7,8% de les famílies i el 10,2% de la població estaven per davall del llindar de pobresa.

## Poblacions més properes
El següent diagrama mostra les poblacions més properes.